# Vách đá trung chuyển

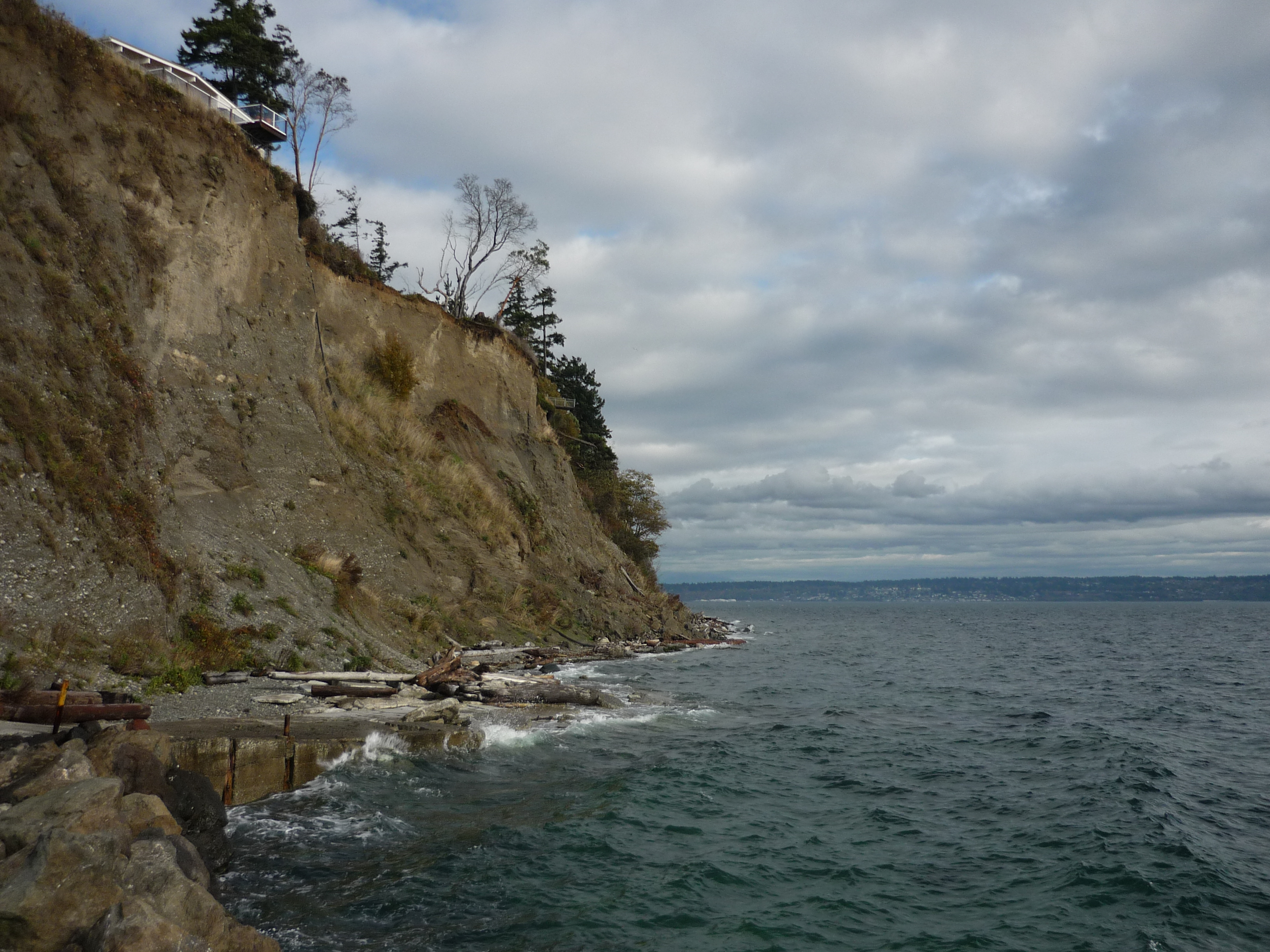
vách đá trung chuyển nằm ở bãi biển Jefferson ở Kingston, Washington

Thuật ngữ vách đá trung chuyển địa kỹ thuật không phải là một thuật ngữ địa chất tiêu chuẩn, được chấp nhận rộng rãi; việc sử dụng của nó đã bị giới hạn trong khu vực Puget Sound. Khái niệm này rõ ràng đã được thảo luận đầu tiên tại Đại học Western Washington. Thuật ngữ vách đá trung chuyển đã được áp dụng cho một số vách đá ven biển hoặc các mũi đất cung cấp trầm tích cho các bãi biển hiện tại do hậu quả của sóng tác động lên trên vách đá.
Một vách đá sẽ dễ bị xói mòn hơn nếu trầm tích không được củng cố, và có khả năng chống lại nhiều hơn trong đá kết tinh, như đá granit. Những tảng đá bị nứt vỡ mạnh cũng rất dễ bị xói mòn vì nước có thể chảy giữa các vết nứt để tăng tốc quá trình. Một vách đá sẽ rút lui về đất liền khi các quá trình xói mòn tiếp diễn.

Thuật ngữ này chưa được nghiên cứu rộng rãi; tiêu chí cụ thể đã không được phát triển để phân biệt "bluffs trung chuyển" với các loại vô vách đá; và số lượng và tỷ lệ cung cấp trầm tích cho các bãi biển và trôi dạt littoral là không xác định và không xác định. Sự đóng góp chung của "vách đá trung chuyển" cho các quá trình bãi biển, không giống như các tác động được nghiên cứu kỹ lưỡng của trầm tích từ các dòng sông, vẫn chưa được xác định. 